# 울산스포츠과학고등학교
울산스포츠과학고등학교(蔚山스포츠科學高等學校)는 대한민국 울산광역시 북구 산하동에 있는 공립 고등학교이다.

## 학교 연혁
- 2010년 9월 1일 : 울산스포츠과학중.고등학교 설립 추진 계획 수립
- 2014년 1월 2일 : 학교 설립 인가(중 2학급, 고 3학급)
- 2014년 3월 1일 : 초대 정재오 교장 취임 및 개교
- 2015년 4월 22일 : 개교기념식
- 2022년 3월 1일 : 제5대 강신생 교장 취임
- 2024년 1월 9일 : 제8회 졸업식(중학교 20명, 총 졸업생 수 중학교 232명)
- 2024년 1월 9일 : 제8회 졸업식(고등학교 60명, 총 졸업생 수 고등학교 491명)
- 2025년 1월 10일 : 제9회 졸업식
- 2025년 3월 4일 : 제12회 입학식

## 설치 학과
- 전문과정
- 인재과정

## 참고 자료
- 울산스포츠과학고등학교 - 한국교육학술정보원 학교알리미